# Taruni Sachdeva

Taruni Sachdeva, 2012

Taruni Sachdeva (Hindi तरुनी सचदेव; * 14. Mai 1998 in Mumbai; † 14. Mai 2012 in Jomsom, Nepal) war eine indische Schauspielerin.

## Leben
Taruni machte für viele bekannte Marken Werbung, z. B. Rasna, Colgate, ICICI Bank,  Reliance Mobile, LG, Saffola und Kesar Badam Milk. Sie war eine der beliebtesten indischen Kinderdarstellerinnen und spielte an der Seite von Amitabh Bachchan, Abhishek Bachchan und Vidya Balan in dem indischen Film Paa eine Nebenrolle. Ihr Auftritt in über 50 Werbespots machte sie zur bestbezahlten Kinderdarstellerin in Indien.
Taruni Sachdeva starb an ihrem 14. Geburtstag am 14. Mai 2012 bei einem Flugzeugabsturz in Nepal.

## Filmografie
- 2003: Koi Mil Gaya
- 2004: Vellinakshatram
- 2004: Sathyam
- 2009: Paa
- 2012: Vetriselvan